# Vivre
Vivre este o companie din România care se ocupă cu vânzarea online de mobilă și decorațiuni. Compania a devenit cel mai important e-commerce din industria home & deco din Europa Centrală și de Est. 
Monica Cadogan, fost  CEO în cadrul companiei, a pus bazele Vivre în 2012, în urma unei investiții inițiale de 200.000 de euro. În loc să achiziționeze o nouă casă, a investit banii într-o afacere online cu mobilă și decorațiuni. În 2019, compania avea o ofertă de 60.000 de produse, aproximativ 350 de angajați și înregistrase o creștere cu 42% a cifrei de afaceri față de anul 2018. În 2020, Vivre a ajuns la 4.000.000 de comenzi livrate cu succes. 
Vivre are vânzări în 9 țări din centrul și estul Europei: România, Bulgaria, Ungaria, Slovacia, Slovenia, Cehia, Croația, Polonia și Grecia. Angajații companiei sunt specialiști în achiziții, tehnologie, marketing, customer service, personal administrativ și logistic.
În martie 2023 compania a intrat în insolvență, după ce procedura concordatului preventiv încercată anterior a eșuat, planul de reorganizare nefiind aprobat de creditori.